# Fehérhátú sámarigó
A fehérhátú sámarigó (Copsychus malabaricus) a madarak osztályának a verébalakúak (Passeriformes) rendjéhez és a légykapófélék (Muscicapidae) családjához tartozó faj.

## Rendszerezése
A fajt Giovanni Antonio Scopoli osztrák természettudós írta le 1788-ban, a Muscicapa nembe Muscicapa malabarica néven. Besorolása vitatott, egyes szervezetek a Kittacincla nembe sorolják Kittacincla malabarica néven.

## Alfajai
- Copsychus malabaricus interpositus – Kína délnyugati része, Mianmar, Thaiföld és a Mergui-szigetek
- Copsychus malabaricus leggei – Srí Lanka
- Copsychus malabaricus macrourus
- Copsychus malabaricus malabaricus – India déli része, elsősorban a Nyugati-Ghátok hegység
- Copsychus malabaricus melanurus – Szumátra északnyugati része
- Copsychus malabaricus mirabilis – kis szigetek a Szunda-szorosban
- Copsychus malabaricus nigricauda
- Copsychus malabaricus suavis – Borneó
- Copsychus malabaricus tricolor – Szumátra, Jáva, Bangka, Belitung és Karimata-szigetek

## Előfordulása
Dél- és Délkelet-Ázsiában igen elterjedt faj. Banglades, Bhután, Brunei, Kambodzsa, Kína, India, Indonézia, Laosz, Malajzia, Mianmar, Nepál, Szingapúr, Srí Lanka, Thaiföld és Vietnám esőerdeiben és bambuszerdeiben honos.
Ezeken kívül betelepítették Tajvan szigetére is, ahol inváziós fajnak számít, mely kifejezetten káros a helyi rovarfaunára és agresszív, területvédő viselkedése miatt a sziget énekesmadár faunájára nézve is nemkívánatos faj.
A fajt az 1930'-as évek elején betelepítették Malajziából Kauai szigetére és 1940-ben Oahu szigetére a Hawaii-szigetek közül.
Természetes élőhelyei a szubtrópusi vagy trópusi síkvidéki esőerdők, mangroveerdők és cserjések, valamint ültetvények és vidéki kertek. Állandó, nem vonuló faj.

## Megjelenése
Testhossza 21–28 centiméter beleértve a farkát is. Testtömege 22–42 gramm. A hím kékesfekete, alsó teste rozsdavörös, farcsíkja és a felső farokfedőtollak fehérek. Faroktollai feketék, a szélsők részben fehérek.
A tojó kisebb, farka rövidebb. Teste felül barnásszürke, alul halvány rozsdaszínű.
|  |  |  |

## Életmódja
Kifejezetten a sűrűn benőtt részeket kedveli. Alacsonyan mozog, táplálékát zömmel a talajon keresi.
Tápláléka főleg rovarokból áll és más gerinctelenekből.
A költési időszakon kívül magányosan él. Meglehetősen agresszív, erősen territoriális faj.

## Szaporodása
Szaporodási időszaka márciustól júniusig tart, egyes helyeken januártól júniusig. Fészekalja 4–5 oválias, halványkék, barna foltos tojásból áll. A tojó csak 11–12 napig ül a tojásokon. A tojók többet foglalkoznak a fiókákkal mint a hímek, a hímek ebbe az időszakba nagyon agresszívak és védik a területüket.

## Természetvédelmi helyzete
Az elterjedési területe rendkívül nagy, egyedszáma viszont csökken, de még nem éri el a kritikus szintet. A Természetvédelmi Világszövetség Vörös listáján nem fenyegetett fajként szerepel.